# Hannoverscher Bahnhof (Osnabrück)

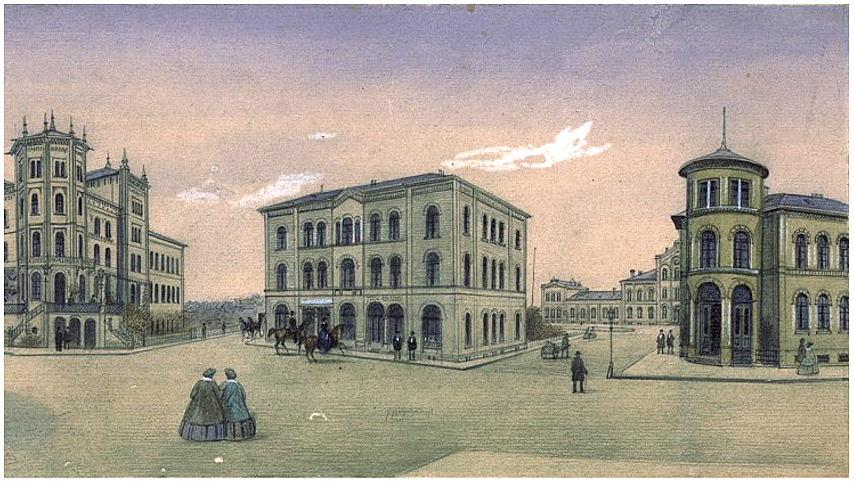
„Schillerplatz und Hannoverscher Bahnhof“ (im Hintergrund rechts);
mehrfarbige Bleistiftzeichnung von Friedrich Gottlieb Müller, 1865

Der Hannoversche Bahnhof ist der ehemalige Hauptbahnhof der Stadt Osnabrück. Der Bahnhof an der heutigen Wittekindstraße ging mit der Hannoverschen Westbahn in Richtung Löhne am 22. November 1855 in Betrieb. Bis zur Stilllegung des Personenverkehrs 1895 stellte der Hannoversche Bahnhof den wichtigsten Bahnhof im Stadtgebiet Osnabrücks dar. Aufgrund der Kreuzungssituation mit der Bahnstrecke Wanne-Eickel–Hamburg wenige hundert Meter östlich des Hannoverschen Bahnhofes entstand dort der neue Osnabrücker Hauptbahnhof. Der Güterverkehr wurde bis zur Fertigstellung des zentralen Güterumschlagbahnhofs im Stadtteil Fledder 1913 betrieben. Das Empfangsgebäude diente bis 2004 der Deutschen Bahn als Verwaltungsgebäude, ist jedoch mittlerweile verkauft.

## Bau und Betrieb
Seit 1844 wurden verschiedene Streckenvorschläge für den Bau einer Bahnstrecke im Westen des Königreiches Hannover entwickelt. Bis zur endgültigen Streckenfestlegung 1848 wurden verschiedene Trassen geplant und wieder verworfen. Auch die Trassierung in Osnabrück war nicht einfach. Es gab Pläne für eine westliche und eine östliche Führung der Trasse an der Stadt vorbei. Die westliche Trasse wäre durch den Stadtteil Wüste mit einem Bahnhof am Johannistor geführt worden, wurde jedoch zugunsten der östlichen fallengelassen.
Maßgeblich an der Durchsetzung der östlichen Variante beteiligt war der Osnabrücker Bürgermeister Johann Carl Bertram Stüve, der so die heimische Wirtschaft fördern wollte. Die östliche Trasse war besser für die Zeche Piesberg und den Steinbruchbetrieb am Piesberg, da sie nur wenige hundert Meter entfernt lagen. Dieser Bau war jedoch mit der Auflage verbunden, dass die Stadt die Grundstücke für Strecke und Bahnhöfe zur Verfügung stellen musste sowie die Piesbergbahn in Eigenregie erstellen sollte.
Von der Eröffnung der Strecke Richtung Löhne am 21. November 1855 an war der Hannoversche Bahnhof der Endpunkt der Hannoverschen Westbahn bis zur Fertigstellung des weiteren Streckenabschnittes Richtung Rheine am 19. Juni 1856.
Das Bahnhofsgebäude wurde nach 1855 durch die Hannoversche Eisenbahnverwaltung geplant und errichtet. Planverfasser war vermutlich ihr damaliger Baurat Adolph Funk, der 1867 nach Osnabrück zog und bis dort 1874 Baudirektor der Köln-Mindener Eisenbahn-Gesellschaft war.
Die Bahnhofsanlagen entlang der heutigen Liebigstraße haben umfangreiche Gleise und Werkstätten besessen. Auch eine kleine Kokerei zur Herstellung für Koks für die Lokomotiven aus Borgloher Steinkohle hat sich an den Gleisen befunden.
Von 1876 an diente der Bahnhof auch der Oldenburger Südbahn von Oldenburg nach Osnabrück und dann auch der Bahnstrecke Delmenhorst–Hesepe–Osnabrück als Endpunkt. Der Hasestollen wurde 1857 und der Stadthafen 1915 an den Bahnhof angebunden.

## Stilllegung
Mit dem Bau der Hamburg-Venloer Bahn wurde ein Kreuzungsbahnhof der beiden Bahnstrecken nötig. So wurde 1895 der auch noch heute in Betrieb befindliche Hauptbahnhof Osnabrück eröffnet. Mit der Eröffnung wurde der Hannoversche Bahnhof für den Personenverkehr entbehrlich und stillgelegt. Seine Bahnstrecken wurden auf die heutigen Trassen verlegt. Der Güterumschlag hingegen lief bis 1913 weiter über den Hannoverschen Bahnhof, bis der Güterbahnhof Fledder fertiggestellt wurde.
Als weiteren Ersatzbahnhof zusätzlich zu dem nun weiter von der Innenstadt entfernten Hauptbahnhof wurde 1896 der Haltepunkt Hasetor, heute Osnabrück Altstadt, eröffnet.

## Spätere Nutzung
Das Gebäude wurde seitdem als Verwaltungsgebäude der Bahn genutzt. Vor dem Bahnhofsgebäude wurde im Kalten Krieg ein Atombunker gebaut. Von hier aus sollte im Verteidigungsfall der Bahnverkehr in Norddeutschland gesteuert werden.
Seit dem 1. Januar 1997 war der Sitz der DB Netz, Standort Osnabrück, im denkmalgeschützten Empfangsgebäude des Hannoverschen Bahnhofs untergebracht. Anfang 2004 hat sich die DB aus dem Gebäude zurückgezogen. Es wurde 2012 an einen Bürger aus Melle verkauft. Dieser veräußerte die Immobilie 2013 an ein Unternehmen aus dem westfälischen Recke, das Sanierungs- und Umbaumaßnahmen vornahm und die Räumlichkeiten seit 2015 an verschiedene gewerbliche Nutzer vermietet.